# Algirdas Matonis
Algirdas Matonis (* 21. November 1960) ist ein litauischer Jurist, Kriminalpolizist und Polizeikommissar, Leiter von Büro der litauischen Kriminalpolizei (2005–2014).

## Leben
1986 absolvierte er das Diplomstudium der Rechtswissenschaft an der  Vilniaus valstybinis V. Kapsuko universitetas.
Ab September 1991 arbeitete er als Inspektor und ab April 1993 als Oberinspektor der Kriminalpolizei in Druskininkai. Ab April 1999 arbeitete er als Kommissar-Inspektor am Polizeidepartement am Innenministerium Litauens, ab 2000 als Kommissar, ab Dezember 2003 Leiter der Unterabteilung.
Von 2005 bis 2014 leitete er die litauische Kriminalpolizei. Ab April 2014 arbeitet er im Sicherheitsunternehmen Gelsauga.